# Liste der Naturdenkmale in Endingen am Kaiserstuhl
| Naturdenkmale | Anzahl |
| ------------- | ------ |
| FND           | 2      |
| END           | 1      |
| Gesamt        | 3      |

Die Liste der Naturdenkmale in Endingen am Kaiserstuhl nennt die verordneten Naturdenkmale (ND) der im baden-württembergischen Landkreis Emmendingen liegenden Stadt Endingen am Kaiserstuhl. In Endingen am Kaiserstuhl gibt es insgesamt drei als Naturdenkmal geschützte Objekte, davon zwei flächenhafte Naturdenkmale (FND) und ein Einzelgebilde-Naturdenkmal (END).
Stand: 31. Oktober 2016.

## Flächenhafte Naturdenkmale (FND)
| Name                     | Bild | Kennung     | Einzelheiten            | Position | Fläche Hektar | Datum         |
| ------------------------ | ---- | ----------- | ----------------------- | -------- | ------------- | ------------- |
| Teufelsburg              | BW   | 83160120003 | Endingen am Kaiserstuhl | ⊙        | 4,9           | 15. Sep. 1999 |
| Unteres Schorpfad        | BW   | 83160120002 | Endingen am Kaiserstuhl | ⊙        | 2,8           | 1. Feb. 1993  |
| Legende für Naturdenkmal |      |             |                         |          |               |               |

## Einzelgebilde (END)
| Name                          | Bild | Kennung     | Einzelheiten            | Position | Fläche Hektar | Datum         |
| ----------------------------- | ---- | ----------- | ----------------------- | -------- | ------------- | ------------- |
| Friedenslinde Kiechlinsbergen | BW   | 83160120041 | Endingen am Kaiserstuhl | ⊙        | 0,0           | 18. Okt. 1957 |
| Legende für Naturdenkmal      |      |             |                         |          |               |               |